# Киасо
Киа̀со (на италиански: Chiasso, италианското произношение е по-близко до Кя̀со) е град в Югоизточна Швейцария. Той е най-южният град в Швейцария. Разположен е на границата с Италия. Срещу него се намира италианският град Комо. Киасо е един от граничните пунктове между Италия и Швейцария. Първите сведения за града като населено място датират от 1140 г. Селскостопански център. Има жп гара. Населението му е 7891 души по данни от преброяването през 2009 г.

## Спорт
Представителният футболен отбор на града се казва ФК Киасо. Дългогодишен участник е в Швейцарската чалъндж лига.